# Platysenta discincta
Platysenta discincta är en fjärilsart som beskrevs av Butler 1879. Platysenta discincta ingår i släktet Platysenta och familjen nattflyn. Inga underarter finns listade i Catalogue of Life.